# George Henry
George Henry RA (1858-1943) est un peintre écossais, l'un des plus éminents de l'école de Glasgow.

## Biographie
Henry est né à Irvine, North Ayrshire, et étudie à la Glasgow School of Art, plus tard dans l'atelier de Macgregor, mais a surtout appris de ses études sur la nature à Kirkcudbright. Le nom de son père est Hendry et George abandonne le "d" de son nom de famille dans sa jeunesse.
Il est également influencé par sa collaboration avec Edward Atkinson Hornel dans des œuvres telles que "The Druids " (1887), Grosvenor Gallery, Londres. Son "Paysage de Galloway" marque l'époque à Glasgow en raison de sa touche de couleur plus élevée et de son caractère essentiellement décoratif. En 1893, il se rend au Japon avec Edward Atkinson Hornel un autre des Glasgow Boys, pour un voyage d'étude de 18 mois. Son travail continue par la suite à avoir une forte saveur orientale.
L'importance d'Henry réside dans son influence sur l'école de Glasgow dans le sens d'une couleur plus riche et plus décorative. En plus du genre et du paysage, il peint également des portraits, plus distingués par la capacité technique que par le rendu du personnage. Des tableaux d'Henry sont dans les collections publiques comme "The Blue Gown", Museum of Cape Town, "The Grey Hat", à Édimbourg, deux portraits à Glasgow et un à Montréal. Il est élu membre de la Royal Scottish Academy (1902) et associé de la Royal Academy.

## Galerie

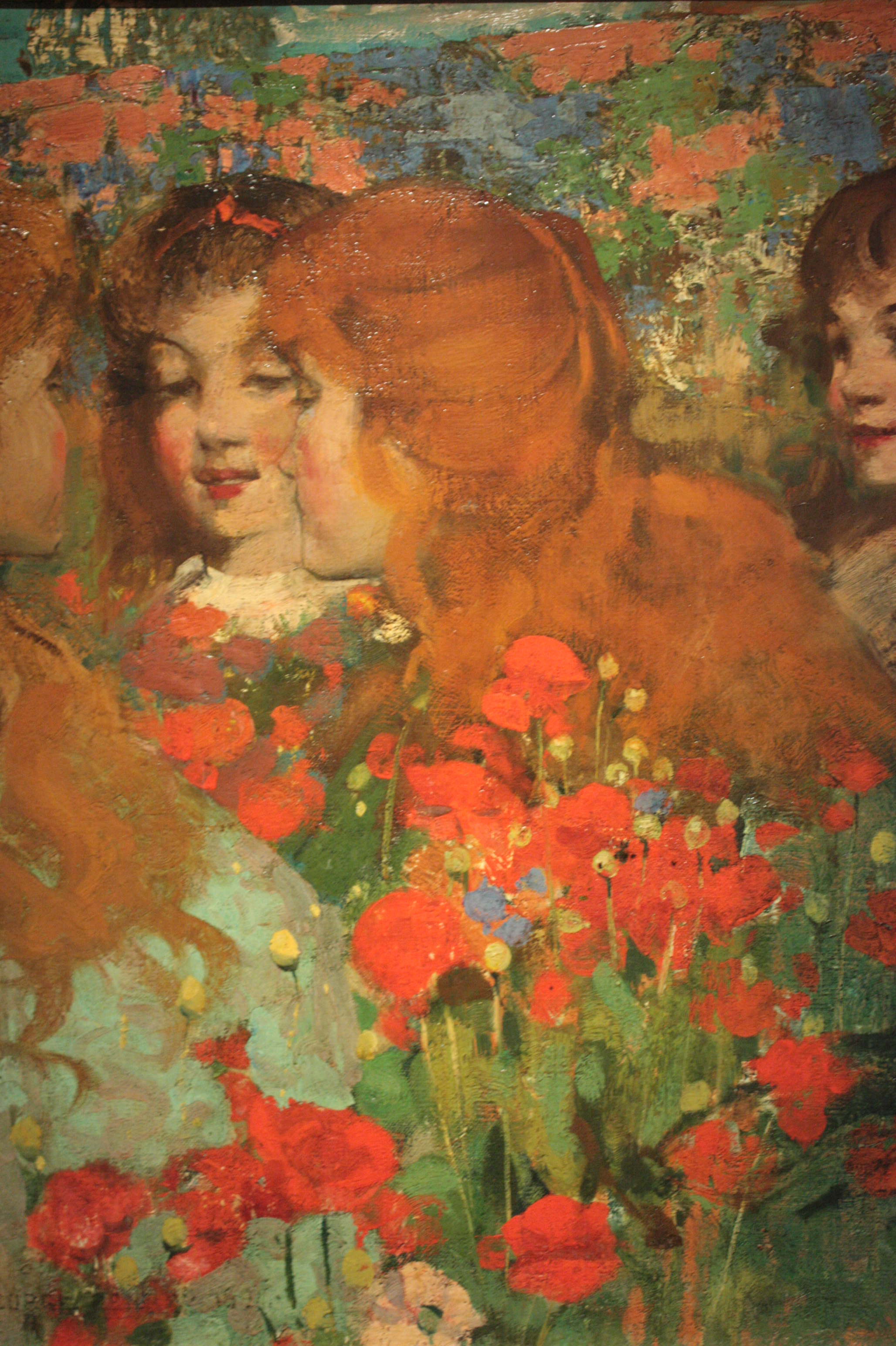
Coquelicots par George Henry, 1891
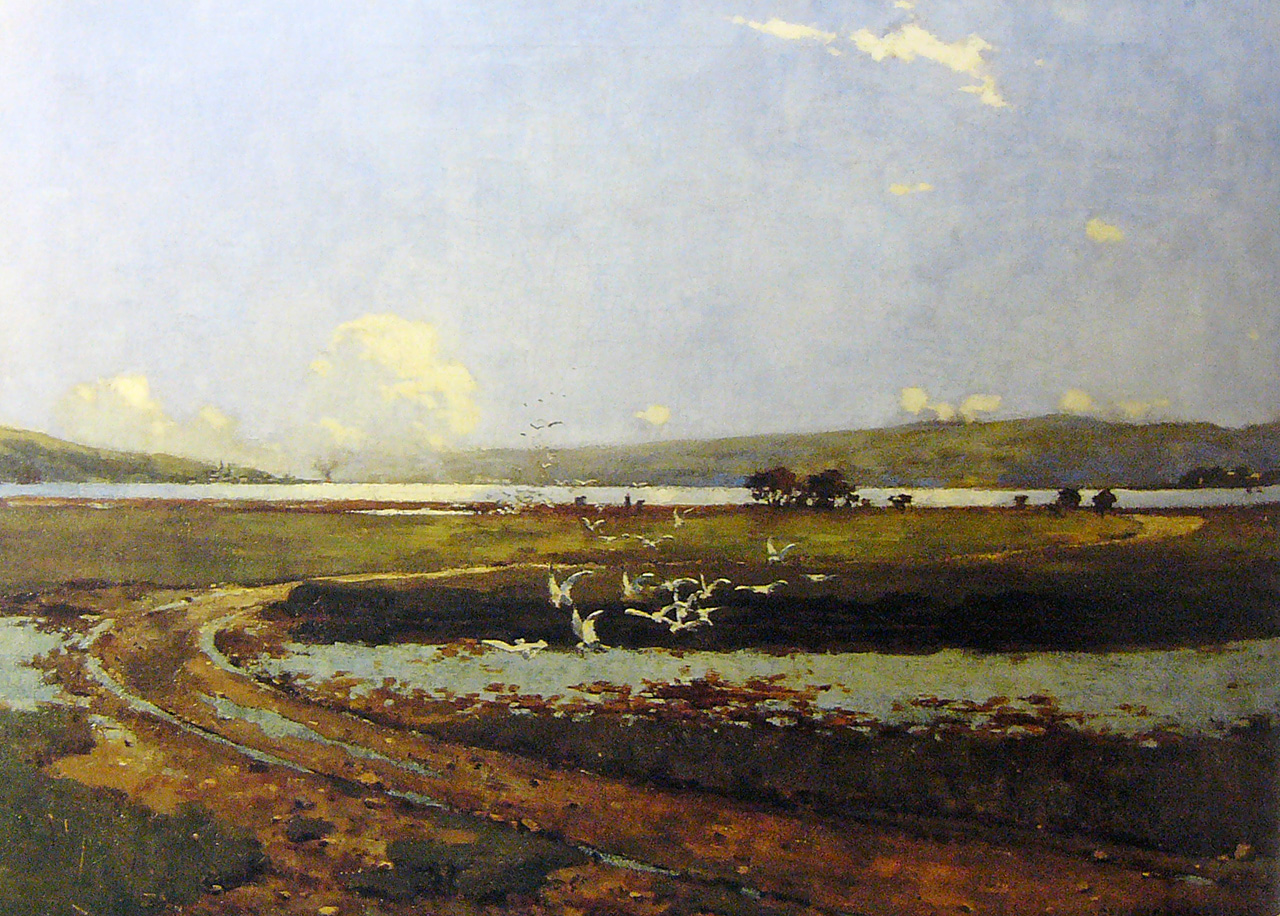
La tête du Holy Loch
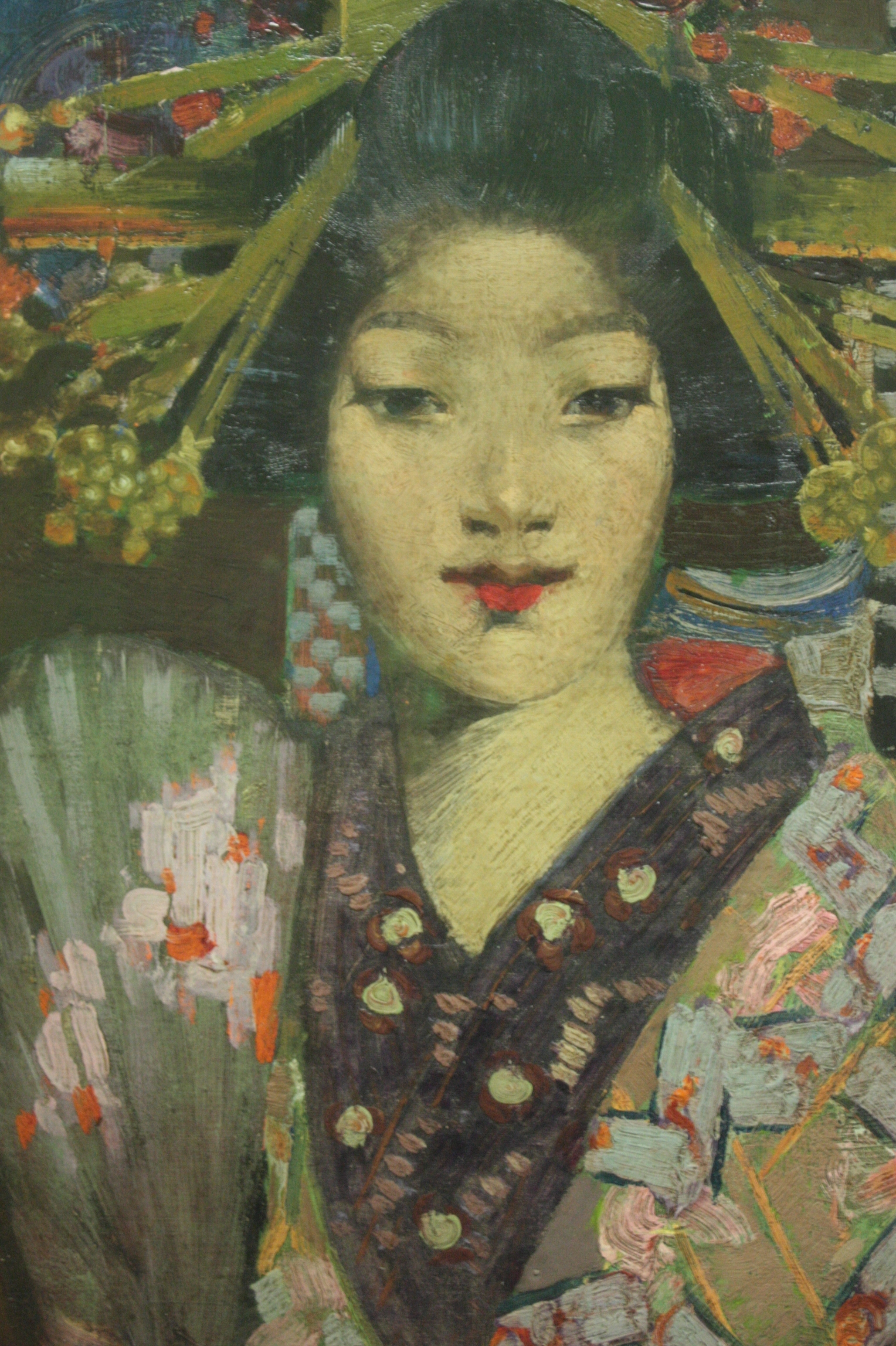
Geisha Girl par George Henry (détail) 1894, National Gallery of Scotland
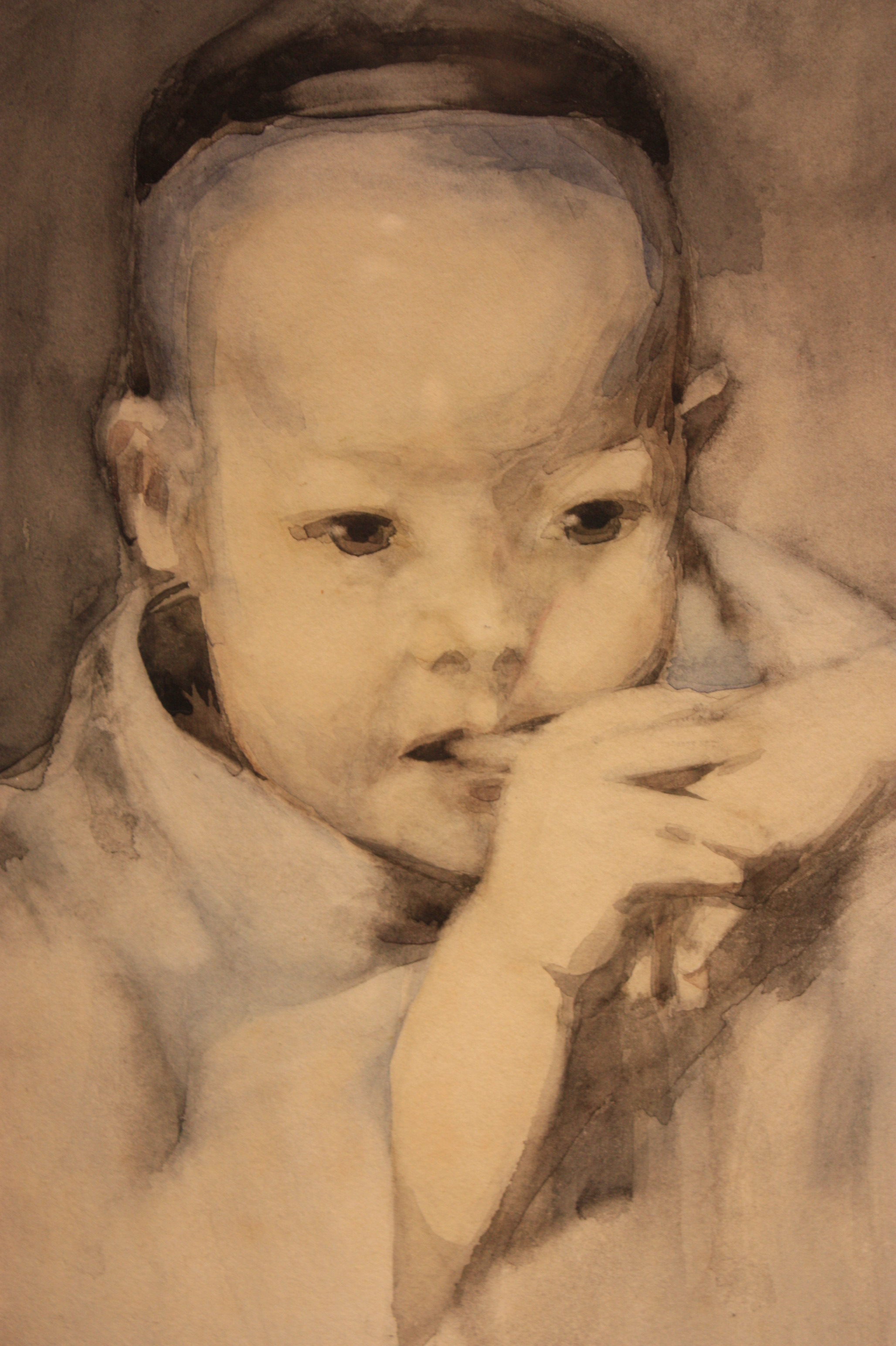
Le bébé japonais de George Henry 1893 (aquarelle)